# Guillaume Flote
Guillaume Flote, seigneur de Ravel, Escole et Plassac, né aux alentours de 1280 ou dans la décennie 1280 et mort après 1366, est un légiste qui fut chancelier de Philippe VI de Valois, et dont la brillante carrière au service des rois de France s'étale sur un demi-siècle.

## Biographie

### Origines
Guillaume Flote est le fils de Pierre Flote et d'Alix dite « Flandrine » de Châtillon-en-Bazois ; son père fut le puissant conseiller et chancelier de Philippe IV le Bel. Il épouse Elips de Melo puis se remarie après 1339 avec Jeanne d'Amboise fille de Pierre Ier.
Flote est un clerc qui commence sa carrière comme chanoine et archidiacre de Brabant en 1298. À la mort de son père en 1302, il abandonne la carrière ecclésiastique et recueille la seigneurie de Ravel. L'année suivante il devient chevalier du roi.

### Au service de la royauté
De 1307 à 1313, il est maître des requêtes en Languedoc. Toujours en 1313, il obtient sa première grande mission diplomatique en étant envoyé auprès d'Édouard II d'Angleterre pour inciter ce dernier à conclure la paix avec l'Écosse. Trois ans plus tard, il est exécuteur testamentaire du comte de Clermont.
Conseiller à la Grand'chambre du Parlement en 1314, il effectue par la suite plusieurs missions sous Philippe V en tant que commissaire réformateur à Toulouse et en Champagne. Sous Charles IV le Bel il dirige plusieurs ambassades en Flandre et auprès de la papauté d'Avignon en 1325.
Au début de son règne, Philippe VI l'emploie dans de nombreuses missions. En 1329, Flote est envoyé négocier la paix entre Humbert II de Viennois et Édouard de Savoie. En 1331 il participe aux négociations avec Édouard III d'Angleterre. Néanmoins, il est écarté du pouvoir après cette date, en compagnie d'autres anciens serviteurs tels que Miles de Noyers. Les raisons de cet éloignement sont obscures, mais il n'est pas impossible que Flote ait payé une proximité avec Robert d'Artois, jugé et condamné cette année-là.
Guillaume Flote se constitue une fortune personnelle: en plus de la seigneurie de Ravel, il possède des biens immobiliers importants comme en témoigne un document du Parlement Criminel (B, document 3212 b, concernant Guillaume Flote, seigneur de Ravel, chevalier du roi et conseiller du roi) qui nous apprend qu’un de ses manoirs, appelé Boisgibault, fut pillé en 1334 au mépris de la sauvegarde royale, le garde du dit manoir est enlevé et incarcéré en prison privée.
Flote retrouve la faveur du roi à partir de 1335, date à laquelle le conseil royal se trouve renouvelé par l'arrivée de conseillers bourguignons dirigés par Miles de Noyers.
Il est nommé sénéchal de Toulouse, charge au cours de laquelle il a instruit, en qualité de commissaire royal le dossier de constitution de la bastide de Revel.

### Chancelier de France
Sa carrière culmine en 1338 avec sa nomination par le roi au poste de chancelier de France. Il est l'un des membres les plus influents du Conseil du roi avec Miles de Noyers, Jean de Marigny et Mathieu III de Trie.
Après les États généraux de 1343, le conseil royal est profondément renouvelé par l'éloignement de Miles de Noyers et de sa clientèle bourguignonne. De nouveaux conseillers provenant des provinces de l'ouest font leur apparition. Le chancelier Flote est l'un des membres les plus influents de la nouvelle équipe, avec Jean de Marigny, Jean de Nesle-Offémont et Jean de Thil.
Ses compétences s'étendent sur les affaires politiques et diplomatiques, faisant de lui une sorte de principal ministre. L'une de ses principales œuvres à la chancellerie est de négocier l'achat par la couronne de France du Dauphiné, conclu par le traité de Romans. Il est aussi envoyé comme représentant à la conférence d'Avignon organisée par Clément VI en 1344.
De la fin 1345 au mois d'août 1346, tandis que le roi est en campagne contre les Anglais, il assure l'intérim du pouvoir à Paris en compagnie du sire d'Offémont et de Hugues d'Arcy. Néanmoins il accompagne ensuite le roi sur le champ de bataille et commande en personne un contingent de l'ost à la bataille de Crécy.

### Fin de carrière sous Jean le Bon
Face au mécontentement des États généraux de 1347 vis-à-vis de sa politique, Flote quitte sa charge au début de 1348 mais il reste toutefois un membre assidu du Conseil à la fin du règne de Philippe VI, puis sous Jean II le Bon après 1350. Malgré son âge avancé, il effectue toujours de nombreuses missions diplomatiques, et conclut l'achat de Montpellier au roi de Majorque.
En 1355, il fait partie des conseillers chargés d'encadrer le jeune Charles de Normandie pour sa première mission dans ses États. Il reste dans l'entourage de ce jeune prince lorsque ce dernier est contraint d'assumer la régence lors de la captivité de Jean II, et participe en janvier 1357 à plusieurs négociations avec Étienne Marcel, quand celui-ci et ses partisans réclament la suppression de l'ordonnance créant une nouvelle monnaie. Il ne semble pas hostile aux revendications des États généraux et du parti navarrais.
Flote quitte le conseil en mars 1358, après la purge suivant la Journée du 22 février 1358. Néanmoins, il y revient à la fin de 1360 après le retour de captivité du roi Jean et y est encore très assidu en 1361.
Guillaume Flote meurt au milieu des années 1360, sans doute plus qu'octogénaire. Son fils Pierre II Flote étant mort en 1350, c'est son petit-fils Guillaume II qui lui succède comme seigneur de Ravel.